# Paring (Langquaid)
Paring ist ein Ortsteil des Marktes Langquaid im niederbayerischen Landkreis Kelheim. Bis 1978 bildete es eine selbstständige Gemeinde. Bekannt ist der Ort durch das 1141 gegründete Kloster Paring.

## Lage
Das Pfarrdorf Paring liegt etwa drei Kilometer nordöstlich von Langquaid in unmittelbarer Nähe zur Bezirksgrenze. Etwa drei Kilometer südöstlich von Paring liegt der zur Oberpfalz gehörende Markt Schierling.

## Geschichte
Schon im 8./9. Jahrhundert soll hier eine klösterliche Niederlassung bestanden haben. Von ihr lesen wir erstmals im Jahr 815, in dem Kaiser Ludwig der Fromme dem Kloster Paring Besitz im Donaugau bestätigt (Regesta Imperii I, 598). Das später "Monasterium ad Bergae" genannte Kloster wurde dann von König Ludwig dem Deutschen 875 der Marienkapelle in Regensburg geschenkt (Kommentar zu Reg.Imp. I, 598). Die Augustiner-Chorherren gründeten 1141 ein neues Kloster Paring. Dieses ging in den Reformationswirren ein und wurde erst 1598 von Benediktinern aus dem Kloster Andechs wiederbelebt.
Nach der Säkularisation in Bayern wurden 1852 die meisten Propsteibauten abgerissen. Eine erneute Wiederbelebung des Klosters erfolgte 1974 durch die Windesheimer Kongregation der Augustiner-Chorherren. Seit 1992 ist Paring eine autonome Propstei.
Die 1818 mit dem bayerischen Gemeindeedikt begründete Gemeinde Paring mit den Orten Paring, Gschwendt, Hellring, Moosholzen und Stumpföd gehörte zum 1838 eingerichteten Landgericht Rottenburg und später zum Landkreis Rottenburg an der Laaber. Sie wurde im Zuge der Gebietsreform in Bayern am 1. Mai 1978 in den Markt Langquaid eingegliedert. Das eigentliche Dorf Paring mit zahlreichen Bauernhöfen liegt unter dem Klosterberg.

## Sehenswürdigkeiten
- Pfarrkirche St. Michael. Die ehemalige Stiftskirche geht auf eine romanische Basilika aus der Gründungszeit des Klosters zurück. Der spätgotische Kirchenchor entstand im frühen 16. Jahrhundert. 1764 bis 1769 wurde die Kirche im Inneren barockisiert.[3]

## Bildung und Erziehung
- Akademie der Augustiner-Chorherren[4]

## Vereine
- Freiwillige Feuerwehr Paring
- Förderverein der Akademie der Augustiner-Chorherren von Windesheim
- Krieger- und Soldatenverein Paring